# Iglesia de San José (Palencia)
La iglesia de San José Obrero es un gran templo católico levantado en el año 1953 en el barrio del Campo de la Juventud. Es una construcción de estilo contemporáneo-ecléctico en ladrillo principalmente, piedra y cristal. Es la parroquia del barrio al que da nombre. 

## Descripción
La gran iglesia está proyectada en planta de cruz latina orientada, como la mayoría de las iglesias, hacia el oeste. Tiene un alto campanario a los pies y un cimborrio con linterna. 
La construcción, a pesar de su apariencia contemporánea posee reminiscencias góticas patentes en el triforio y claristorio con vidrieras y románicas dado que su arcos son de medio punto y rebajados.

### Exterior

#### Fachada principal
La fachada principal, orientada a la calle que lleva el nombre del templo, está dividida en tres partes que de derecha a izquierda son: 
- La torre: Esbelta, mide unos 30 metros y está levantada solamente con ladrillos. Se presenta como una atalaya sobria, la imagen típica de la torre de una iglesia. Es cuadrangular, tiene un chapitel piramidal tejado y rematado por una cruz. En su parte alta se abre un gran ventanal en el cual se encuentran las campanas. Más abajo sólo adornan la pared tres ventanas estrechas situadas cada una bajo la otra.

- La entrada: Compuesta por un frontón en ladrillo en cuyo centro se abre la puerta principal, de metal y cristal enmarcada en piedra, esta parte en piedra con forma de gran ventanal de medio punto dispone de diecisiete vidrieras en estilo contemporáneo que forman juntas una sola de gran tamaño.

- Cubierta izquierda: Parte visible de la nave secundaria septentrional, está decorada con un pequeño tambor cilíndrico rodeado de pequeñas vidrieras y con un tejado cónico rematado por una cruz de metal negra semejante a la que remata la torre. Es la capilla del Monumento y en el año 2007 fue estrenada una imagen de Jesús Resucitado para el centro de la pared principal.

#### Fachada norte
Es poco apreciable porque está tapada por falsos plátanos de gran tamaño, posee arbotantes invertidos y cuatro vidrieras.

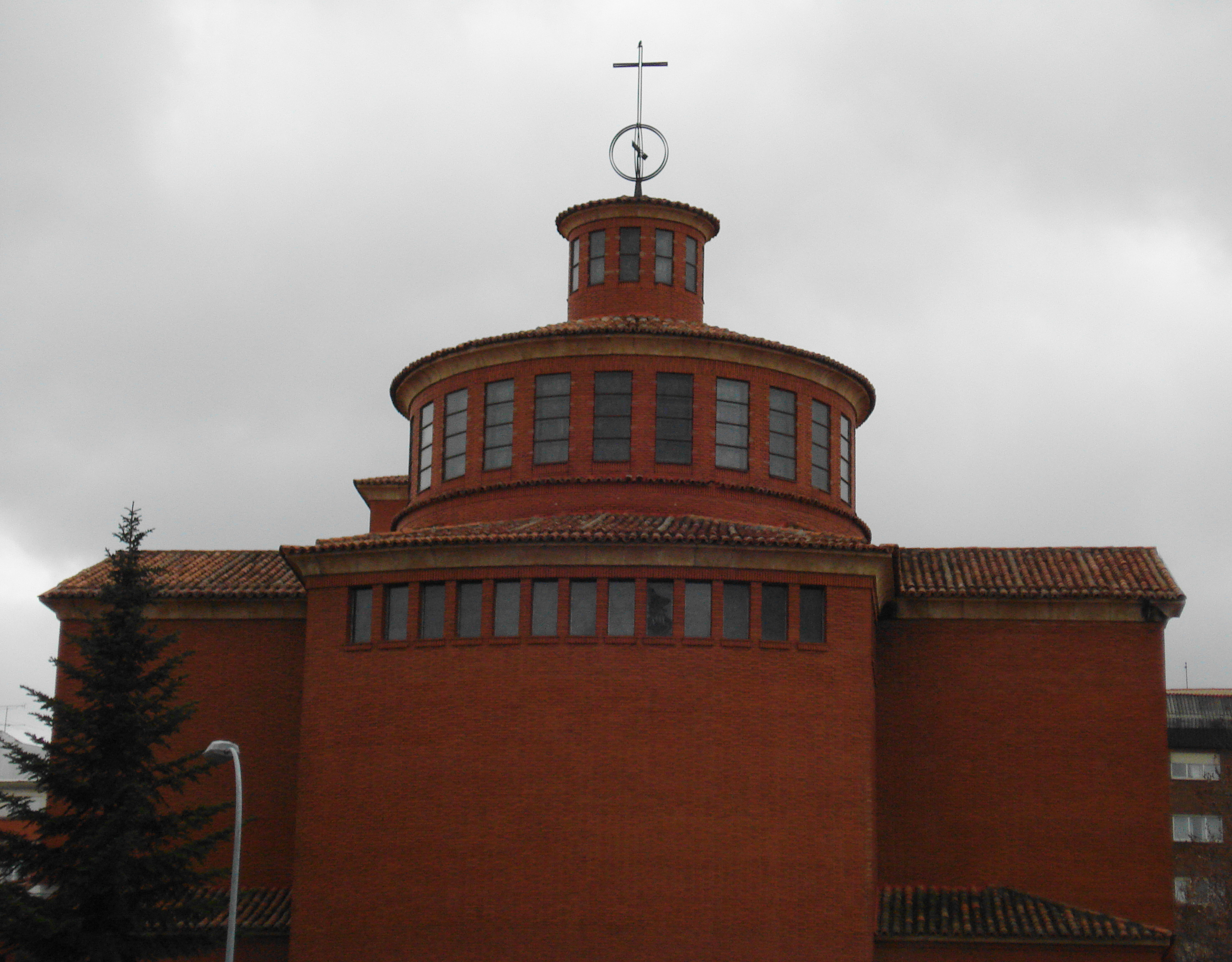
Ábside y cimborrio

#### Cabecera
No es recta, es un arco de circunferencia muy abierto, la pared es maciza y sólo se abren en ella una fila de pequeñas cristaleras bajo la cornisa.

#### Fachada sur
La fachada sur se encuentra inconclusa hecho apreciable a simple vista si se compara con la factura de las demás fachadas. Por esta fachada se accede a los despachos parroquiales y a la cripta. Los rasgos arquitectónicos son similares a los de la fachada meridional.

### Interior
Como se ha dicho, el interior parece evocar la arquitectura románico-gótica aunque con una interpretación claramente contemporánea. La nave central es mucho más ancha y alta que las laterales lo que permite la apertura de grandes vidrieras. Bajo las vidrieras se abre la tribuna por la que se puede transitar por todo el perímetro de la iglesia salvo por la cabecera.
Posee un coro elevado situado a los pies del templo y en el lado de la epístola del transepto se encuentra un pequeño órgano, en la parte inferior de los extremos de la nave transversal se encuentran dos altares: a la izquierda el del Corazón de Jesús y a la derecha el de María.
El amplio ábside realizado en piedra similar a la de la entrada principal se presenta totalmente desnudo, como único adorno dispone de una imagen a San José, titular de la iglesia en el centro, presidiendo el altar sobre el sagrario. De la parte más alta de la pared cuelga un crucificado.